# Arabis caerulea
Arabis caerulea là một loài thực vật có hoa trong họ Cải. Loài này được (All.) Haenke mô tả khoa học đầu tiên năm 1789.